# Ilya Ivanovich Ivanov
Ilya Ivanovich Ivanov (em russo:  Илья Иванович Иванов; Kursk, 1 de agosto de 1870 — Almaty, 20 de março de 1932) foi um biólogo russo.
Especialista em inseminação artificial e hibridação interespecífica de animais. Esteve envolvido no estudo soviético fracassado que tentava inseminar o esperma humano em chimpanzés e o esperma de chimpanzés em humanos, estudo que era apoiado pelo governo da União Soviética, que queria comprovações científicas que provassem as teorias de Charles Darwin, formuladas no século anterior ao século em que os estudos foram feitos, que defendiam a evolução, já que a União Soviética, que tinha ateísta universal, o que fazia com que acreditassem nas teorias de Charles Darwin. [carece de fontes?]

## Biografia
Ilya Ivanovich Ivanov nasceu na cidade de Shchigry, Kursk, Rússia. Graduou-se na universidade da Carcóvia em 1896 e tornou-se professor em 1907. Trabalhou como pesquisador na Reserva Natural de Askania Nova, e também para o Instituto Estadual de Experimentos Veterinários (1917-1921, 1924-1930), Estação Central de Experimentos e Pesquisa da Reprodução de Animais Domésticos(1921-1924) e para o Instituto de Zootecnia de Moscou(1928-1930).
Na virada do século, Ilya Ivanov aperfeiçoou a inseminação artificial e seu uso na reprodução de cavalos. Ele provou que essa técnica permitiria ao garanhão fertilizar mais de 500 éguas (ao invés de 20-30 através da fertilização natural). Os resultados foram um sucesso e a estação de Ivanov passou a ser frequentada por criadores de cavalos de todo o mundo.
Ilya Ivanov também foi o pioneiro na prática de usar a inseminação artificial para a obtenção de vários híbridos interespecíficos.

## Experiências com humanos
O mais controverso dos estudos de Ivanov era a sua tentativa de criar um homem-macaco. Em 1910 ele apresentou ao Congresso Mundial de Zoólogos, em Graz, a possibilidade da obtenção de tal híbrido através da inseminação artificial.
Em 1924, enquanto trabalhava no Instituto Pasteur em Paris, Ivanov obteve a autorização dos diretores para utilização da estação de primatas em Quindia, Guiné Francesa, para tais experiências. Ivanov tentou ganhar apoio do governo soviético para seu projeto, enviou cartas ao Ministro da Educação e da Ciência, Anatoliy Vasilievich Lunacharsky, e a outros funcionários. A proposta finalmente despertou o interesse de Nikolai Petrovich Gorbunov, chefe do Departamento de Instituições Científicas. Em setembro de 1925, Gorbunov cedeu US$ 10 000 à Academia de Ciências para as experiências de hibridação de Ivanov na África.
Em março de 1926 Ivanov chegou a Quindia, onde permaneceu apenas um mês sem obter sucesso em suas pesquisas. Ele retornou à França onde conseguiu, através de correspondências com o governador da colônia francesa de Guiné, a autorização para realizar suas experiências nos jardins botânicos de Conacri.
Ivanov chegou a Conacri em novembro de 1926, acompanhado de seu filho, também chamado IIya, que o ajudaria em suas experiências. Ivanov supervisionou a captura de chimpanzés adultos no interior da colônia, e foram levados à Conacri e mantidos nas jaulas do jardim botânico. Em 28 de fevereiro de 1927, Ivanov inseminou artificialmente duas fêmeas de chimpanzés com sêmen humano. Em 25 de junho inseminou uma terceira chimpanzé. Ivanov deixou a África em julho com 13 chimpanzés, incluindo as três usadas em suas experiências. Antes de retornar à França ele já sabia que a inseminação em duas chimpanzés tinha falhado. A terceira morreu na França, e também não estava prenhe. Os outros chimpanzés foram levados a uma estação de primatas em Sucumi.
Ivanov planejou realizar a inseminação em humanos com sêmen de chimpanzés na Guiné, mas o governo francês se opôs a tal proposta e não há evidencias de que tais experiências foram realizadas.
Ivanov retornou à União Soviética em 1927, disposto a realizar suas experiências de hibridação em Sucumi, usando sêmen de chimpanzés em humanos. Por fim, em 1929, através da ajuda de Gorbunov, ele conseguiu apoio da Sociedade de Biólogos, um grupo associado à Academia Comunista. Na primavera de 1929 a Sociedade formou uma comissão para planejar as experiências de Ivanov em Sucumi. Eles decidiram que pelo menos cinco voluntárias, mulheres, eram necessárias para o projeto. Porém, em junho de 1929, antes que qualquer inseminação fosse realizada, Ivanov descobriu que o único macaco sexualmente maduro (um orangotango) tinha morrido. Novos chimpanzés não chegariam a Sucumi até o verão de 1930.
No curso de reorganização política no mundo científico soviético, Gorbunov e vários outros cientistas envolvidos no planejamento das experiências em Sukhumi perderam seus cargos. Na primavera de 1930, Ivanov virou alvo de criticas políticas em seu instituto veterinário. Em 13 de dezembro de 1930 Ivanov foi preso e sentenciado a cinco anos de exílio em Almaty, onde trabalhou para o Instituto de Veterinária e Zoologia até sua morte em 20 de março de 1932. O renomado fisiologista e psicólogo Ivan Pavlov escreveu seu obituário.
Em 2005 foram encontrados em Sucumi, Geórgia, os laboratórios secretos e ossos de chimpanzés enquanto trabalhadores construíam um parque para crianças.